# Matrix (franšiza)

The Matrix je znanstvenofantastična akcijska trilogija koju su kreirali Lana i Andy Wachowski. Filmski serijal su započeli filmom The Matrix (1999.), a uslijedila su dva nastavka, The Matrix Reloaded (2003.) i The Matrix Revolutions (2003.). Likovi i okruženje filma dalje su razrađeni u drugim medijima u istom fikcionalnom svemiru, uključujući animaciju, stripove i videoigre.
Serial uključuje cyberpunk priču koja sadrži referencije na mnogobrojne filozofske i religijske ideje. Drugi utjecaji uključuju mitologiju, anime i hongkonške akcijske filmove (posebno tzv. heroic bloodshed i borilačke filmove).

## Radnja
Serijal prikazuje distopiju u kojoj Zemljom vladaju svjesni strojevi koji su stvoreni početkom 21. stoljeća i koji su se pobunili protiv čovječanstva. U jednom trenutku ljudi su pokušali blokirati izvor sunčeve energije strojeva prekrivajući nebo gustim, olujnim oblacima. Međutim, strojevi su izmislili način kako da izvuku bioelektricitet ljudi i termalnu energiju uzgajajući ljude u čahurama, dok se njihovi umovi kontroliraju kibernetskim implantantima koji ih povezuju s virtualnom stvarnošću, tzv. Matricom (eng. matrix).
Virtualni svijet je prvi put predstavljen u prvom dijelu trilogije, The Matrix. Kratki film "The Second Renaissance" iz kompilacije The Animatrix i strip pokazuju kako je nastao početni konflikt između ljudi i strojeva, te kako i zašto je Matrica nastala. Njezina povijest i namjena su dalje objašnjeni u drugom dijelu trilogije, The Matrix Reloaded.

## Filmovi
Serijal uključuje trilogiju koju su napisali i režirali Lana i Andy Wachowski, producirao Joel Silver, te u kojoj glume Keanu Reeves, Laurence Fishburne, Carrie-Anne Moss i Hugo Weaving. Serijal je započeo 1999. godine filmom The Matrix u kojem se prikazuje novačenje hakera Nea u ljudsku pobunu protiv strojeva. Film je bio vrlo uspješan, zaradivši 460 milijuna dolara širom svijeta i postavši prvo izdanje na DVD -u u Americi koje je postiglo prodaju od tri milijuna primjeraka.
Uspjeh filma je doveo do snimanja dvaju nastavaka, The Matrix Reloaded i The Matrix Revolutions. Ti su filmovi nastali istovremeno tijekom jednog snimanja (pod kodnim imenom "The Burly Man"), te su prikazani u dva dijela 2003.g. U njima se govori o neminovnom napadu velike vojske strojeva na Zion, posljednji grad ljudi. Neo također nauči više o povijesti Matrice i svojoj ulozi kao "Izabrani". Nastavci sadrže ambicioznije akcijske scene i vizualne efekte.

## Drugi mediji

### Anime
Kao priznanje snažnom utjecaju japanskog animea u serijalu,  2003.g. je produciran The Animatrix da se podudara s izlaskom nastavka The Matrix Reloaded. To je kolekcija devet animiranih kratkih filmova napravljenih s namjerom da dalje dopuni koncepte, povijest, likove i okruženje serijala. Cilj projekta je bio dati drugim piscima i redateljima mogućnost da posude svoje glasove i tumačenje univerzumu Matrice; Lana i Andy Wachowski začeli su i nadgledali proces, te su sami napisali četiri segmenta, iako su ih režirali drugi. Mnoge segmente su producirali istaknuti predstavnici japanske animacije. Četiri filma su se izvorno pojavila na službenoj stranici serijala, jedan je prikazan u kinu s filmom Snovolovka, jedan na postajama MTV,  MTV2, MTV3 i MTV4, a drugi se se prvi put pojavili na DVD-u ubrzo nakon izlaska drugog nastavka The Matrix Reloaded.

### Videoigre
1. svibnja 2003. igra Enter the Matrix je izašla u Sjevernoj Americi istovremeno s filmom The Matrix Reloaded. Prva od tri videoigre prati priču paralelnu s filmom i sadrži scene napravljene tijekom snimanja The Matrix Reloaded i The Matrix Revolutions.
Sljedeće dvije igre su izdane 2005.: MMORPG The Matrix Online nastavlja priču nakon The Matrix Revolutions, dok The Matrix: Path of Neo dopušta igračima da kontroliraju lik Nea u scenama iz filmske trilogije.

### Stripovi
The Matrix Comics je serija stripova i kratkih priča koji se temelje na serijalu, i koje su napisali i ilustrirali autori stripova; jedan od stripova su napisali Lana i Andy Wachowski, a ilustrirao filmski konceptualni umjetnik Geof Darrow. Većina stripova je prvobitno predstavljena besplatno na stranici serijala; kasnije su ponovno izdani, zajedno s novim materijalom, u dva tiskana toma.

## Izdanja naDVD-u
Godinu dana nakon izlaska završnog filma Warner Home Video je izdao The Ultimate Matrix Collection, komplet od 10 DVD-a. Uključivao je tri filma, The Animatrix, te šest diskova dodatnog materijala. Ograničeno izdanje kolekcije sadrži deset diskova, također i bistu Nea u plastičnoj kutiji.

## Kritike
Filmovi The Matrix i The Matrix Reloaded su općenito dobili dobre kritike, no kritike filma The Matrix Revolutions su bile uglavnom negativne. Najveći je prigovor bio taj da film nije dao odgovore na pitanja postavljena u filmu Reloaded.

## Utjecaji i interpretacije
The Matrix sadrži mnogobrojne referencije na aktualne filmove i književnost, te na povijesne mitove i filozofiju uključujući budizam, vedantu, advaitu vedantu, hinduizam, kršćanstvo, mesijanizam, judaizam, gnosticizam, egzistencijalizam, nihilizam. Premisa filma je slična Platonovoj Alegoriji pećine, zlom demonu Renéa Descartesa, Kantovim razmatranjima o fenomenu naspram noumenu, Zhuangzijevom snu o leptiru, Marxovoj socijalnoj teoriji i tzv. eksperimentu "mozak u bačvim. Pojavljuje se mnogo referencija na Baudrillardovu Simulaciju i simulakrum, iako je Baudrillard osobno smatrao da su one pogrešno prikazane. Postoje sličnosti s cyberpunk djelima kao što je Neuromancer Williama Gibsona.
Film Duh u oklopu, japanskog redatelja Mamorua Oshiija predstavlja snažan utjecaj. Producent Joel Silver je izjavio da su redatelji Wachowski prvi put opisali svoje namjere za The Matrix pokazujući mu taj anime i rekavši: "Želimo to napraviti u stvarnosti.". Mitsuhisa Ishikawa iz Production I.G, koji je producirao Duha u oklopu, primijetio je da su visokokvalitetni vizualni elementi animea snažan izvor inspiracije za tandem. Također je komentirao: "... cyberpunk filmove je jako teško opisati trećoj osobi. Pretpostavljam da je The Matrix vrsta filma koju je vrlo teško nacrtati i odnijeti u filmske studije". Izjavio je da su anime, nakon što je Duh prepoznat u Americi, redatelji Wachowski koristili kao "reklamni instrument". Osim Duha, na trilogiju je utjecao još jedan japanski anime - Megazone 23 (1985.) redatelja Noborua Ishiguroa i Shinjija Aramakija. Američka adaptacija animea je izdana 1986. kao Robotech: The Movie. Postoji još nekoliko japanskh animea i mangi koje su utjecale na trilogiju.
Kritičari su komentirali sličnosti između trilogije i drugih filmova iz kasnih devedesetih kao što su Strange Days (1995.), Dark City (1998.) i Trumanov show (1998.). Trilogija je bila uspoređivana sa serijalom stripova Granta Morrisona, The Invisibles; Morrison smatra da su redatelji u biti plagirali njegov rad da stvore film. Zatim, primijećene su sličnosti sa središnjim konceptom trilogije sa serijom Doctor Who. Kao i u filmu, Matrica (pojavila se 1976. u trećem serijalu četrnaeste sezone, The Deadly Assassin) je masivni kompjuterski sustav u koji osoba ulazi koristeći napravu povezanu s glavom, dopušta korisnicima da vide prikaze stvarnog svijeta i mijenjaju fizikalne zakone; ali ako osoba tamo pogine, ona umira i u stvarnosti. Također postoji slična "Matrica" koju koriste Putnici u romanu Paula Cornella iz 1992., adaptaciji Doctora Whoa Love and War, u kojoj se koristi utor na vrhu kralježnice kojom se osoba spaja na Matricu.
Prvi film serijala sadrži mnogobrojne referencije na Bijelog zeca, zečju rupu i ogledala iz knjiga Alisa u zemlji čudesa i Lov na zrcalo Lewisa Carrolla.
Biblijske i povijesne referencije nalaze se u imenima mjesta i vozila u trilogiji, npr. hoverkraft Nabukodonosor II. Drugi značajni naziv je grad Zion, čiji se ime često koristi kao sinegdoha za grad Jeruzalem ili zemlju Izrael u abrahamskim religioznim tekstovima i u pokretu Svetaca posljednjih dana, ili da se referira na "Obećanu Zemlju" ili utopiju. Postoje važna implicitna značenja iz hinduizma ili teksta vedante. Završna priznanja zadnjeg filma uključuju stihove direktno preuzete iz Veda. Koncept ravnoteže potrebne u svemiru također je temeljna komponenta hinduističke filozofije.
Od drugih utjecaja iz različitih izvora navode se Harlan J. Ellison (novela I Have No Mouth, and I Must Scream), Thomas Pynchon (novela The Crying of Lot 49), i William Gibson (roman Neuromancer).
Tzv. matrixism je novi religiozni pokret inspiriran trilogijom. Sociolog religije Adam Possamai naziva ove tipove religija/duhovnosti hiperrealnima zbog njihove eklektične mješavine religije/duhovnosti s elementima popularne kulture i njihove veze s fluidnim društvenim strukturama kasnog kapitalizma. Postoji rasprava o tome da li su sljedbenici matrixisma doista ozbiljni u svojoj praksi; međutim, religija je (stvarna ili ne) privukla pažnju medija.

## Knjige

### Službene knjige
- Spencer Lamm: The Art of the Matrix, Newmarket Press, 2000., ISBN 1-55704-405-8
- The Matrix Comics, Titan Books, 2003., ISBN 1-84023-806-2
- The Matrix Comics Volume 2, Titan Books, 2005. ISBN 1-84576-021-2
- Larry i Andy Wachowski: The Matrix Shooting Script (uvod William Gibson), Newmarket Press, 2002., ISBN 1-55704-490-2
- Doug Walsh: Enter The Matrix: Official Strategy Guide, Brady Games, 2003., ISBN 0-7440-0271-0
- The Matrix Online: Prima Official Game Guide, Prima Games, 2005., ISBN 0-7615-4943-9
- The Matrix: Path of Neo Official Strategy Guide, Brady Games, 2005., ISBN 0-7440-0658-9

### Neslužbene knjige
- Kapell, Matthew, Doty, William G.: Jacking In to the Matrix Franchise: Cultural Reception and Interpretation . Continuum International, 2004., ISBN 0-8264-1587-3
- Yeffeth, Glenn: Taking the Red Pill: Science, Philosophy and Religion in "The Matrix" Summersdale, 2003., ISBN 1-84024-377-5
- Horsley, Jake: Matrix Warrior: Being the One, Gollancz, 2003., ISBN 0-575-07527-9
- Irwin, William: The "Matrix" and Philosophy: Welcome to the Desert of the Real, Open Court, 2002., ISBN 0-8126-9502-X
- Irwin, William: More Matrix and Philosophy, Open Court, 2005., ISBN 0-8126-9572-0
- Lawrence, Matt: Like a Splinter in Your Mind: The Philosophy Behind the "Matrix" Trilogy, Blackwell, 2004., ISBN 1-4051-2524-1
- The Matrix, British Film Institute, 2004., ISBN 1-84457-045-2
- Couch, Steve: Matrix Revelations: A Thinking Fan's Guide to the Matrix Trilogy, Damaris, 2003., ISBN 1-904753-01-9
- Faller, Stephen: Beyond the Matrix: Revolutions and Revelations, Chalice Press, 2004., ISBN 0-8272-0235-0
- Gillis, Stacy: The "Matrix" Trilogy: Cyberpunk Reloaded, Wallflower Press, 2005., ISBN 1-904764-32-0
- Lloyd, Peter B.: Exegesis of the Matrix, Whole-Being Books, 2003., ISBN 1-902987-09-8
- Garrett, Seay: The Gospel Reloaded, Pinon Press, 2003., ISBN 1-57683-478-6
- Archer, D.: The "Matrix": What Does the Bible Say About..., Scripture Union, 2001., ISBN 1-85999-579-9
- Challiyil, Pradheep: Journey to the Source: Decoding Matrix Trilogy, Sakthi Books 2004., ISBN 0-9752586-0-5
- Haber, Karen: Exploring the Matrix: Visions of the Cyber Present (St. Martin's Press, 2003) ISBN 0-312-31358-6
- Gray, Christopher: Philosophers Explore The Matrix, Oxford University Press, 2005., ISBN 0-19-518107-7
- Marriott, Michel: The Matrix Cultural Revolution, Thunder's Mouth Press, 2003., ISBN 1-56025-574-9
- Zacapa, Eddie: The Matrix Reflections: Choosing between reality and illusion, Authorhouse, 2005., ISBN 1-4208-0782-X
- Yager, A.J., Vescera, Dean: The One, Lifeforce Publishing, 2003., ISBN 0-9709796-1-4
- Larsen, Rune Engelbreth: Matrix og ulydighedens evangelium, Bindslev, 2004., ISBN 87-91229-12-8 nevaljani ISBN